# Réserve écologique de la Matamec
Die Réserve écologique de la Matamec ist ein 186 km² großes Schutzgebiet in der kanadischen Provinz Québec, das eine Ökoregion repräsentiert, die typisch für die Region Côte-Nord ist. Die Regierung hat sich offengehalten, das Schutzgebiet auf eine Fläche von 546 km² auszuweiten.

## Lage, Geologie
Es grenzt an das nördliche Ufer des Sankt-Lorenz-Stroms etwa 25 km östlich von Sept-Îles und umfasst das Gebiet um den namengebenden Lac Matamec.
Im Süden des Schutzgebiets befinden sich die ältesten Felsen aus dem Erdaltertum. Sie bestehen aus Gneis und Granit. Dabei lässt sich das Gebiet in den Küstensaum, die hügelige angrenzende Landschaft und das laurentinische Plateau von Süden nach Norden untergliedern. Ersterer besteht aus Ablagerungen aus der Zeit, als sich das Goldthwait-Meer zurückzog. Das Hinterland ist ein  Resultat der Eiszeiten, was sich vor allem in Seen und einer sandreichen Landschaft niederschlägt. Hier sind die Waldbestände am dichtesten, während sie an der Küste von Siedlung und Bergbau, aber auch von Erosion stärker bedroht sind. Im Norden wirkt sich der felsige Charakter und die extremere Wettersituation zuungunsten dichter Wälder aus. Vorherrschend sind Tannen, Fichten und Espen. Es bestehen zahlreiche Hochmoore; die nährstoffärmeren nennt man bogs, die mineralstoffreicheren fens.

## Flora und Fauna
Die Zahl der Gefäßpflanzen wird auf 325 geschätzt, dazu kommen mehr als 100 Moose und Flechten. Etwa 25 Arten finden hier ihr nördlichstes Verbreitungsgebiet.
An Säugetieren finden sich Fischotter, Fuchs, Bisam, Schwarzbär, Elch und Biber. Lachse und Bachsaiblinge werden hier geschützt, wobei das Schutzgebiet ausdrücklich der Erhaltung des Atlantischen Lachses dient.